# Winter World University Games 2025/Teilnehmer (Singapur)
| Gelbes Symbol für Goldmedaillen mit stilisierten Olympischen Ringen | Graues Symbol für Silbermedaillen mit stilisierten Olympischen Ringen | Braundes Symbol für Bronzemedaillen mit stilisierten Olympischen Ringen |
| ------------------------------------------------------------------- | --------------------------------------------------------------------- | ----------------------------------------------------------------------- |
| —                                                                   | —                                                                     | —                                                                       |

Singapur nahm mit zwei Athleten an den Winter World University Games 2025 in Turin teil.

## Teilnehmer nach Sportarten

### Shorttrack
| Athleten    | Wettbewerbe | Vorlauf      | Vorlauf | Viertelfinale | Viertelfinale | Halbfinale    | Halbfinale    | Finale        | Finale        | Rang |
| Athleten    | Wettbewerbe | Zeit         | Rang    | Zeit          | Rang          | Zeit          | Rang          | Zeit          | Rang          | Rang |
| ----------- | ----------- | ------------ | ------- | ------------- | ------------- | ------------- | ------------- | ------------- | ------------- | ---- |
| Frauen      |             |              |         |               |               |               |               |               |               |      |
| Amelia Chua | 500 m       | 47,445 s     | 5       | ausgeschieden | ausgeschieden | ausgeschieden | ausgeschieden | ausgeschieden | ausgeschieden | 33   |
| Amelia Chua | 1000 m      | 1:44,522 min | 5       | ausgeschieden | ausgeschieden | ausgeschieden | ausgeschieden | ausgeschieden | ausgeschieden | 35   |
| Amelia Chua | 1500 m      | —            | —       | 2:58,689 min  | 6             | ausgeschieden | ausgeschieden | ausgeschieden | ausgeschieden | 35   |

### Ski Alpin
| Athleten   | Wettbewerbe        | 1. Lauf     | 1. Lauf | 2. Lauf     | 2. Lauf | Gesamt      | Gesamt |
| Athleten   | Wettbewerbe        | Zeit        | Rang    | Zeit        | Rang    | Zeit        | Rang   |
| ---------- | ------------------ | ----------- | ------- | ----------- | ------- | ----------- | ------ |
| Männer     |                    |             |         |             |         |             |        |
| Faiz Basha | Super-G            | —           | —       | —           | —       | 1:07,82 min | 45     |
| Faiz Basha | Riesenslalom       | 1:09,37 min | 76      | 1:10,72 min | 67      | 2:20,09 min | 67     |
| Faiz Basha | Slalom             | 50,26       | 55      | 45,11 s     | 38      | 1:35,37 min | 40     |
| Faiz Basha | Alpine Kombination | 1:08,14 min | 54      | 46,17 s     | 47      | 1:54,31 min | 49     |